# Battaglia di Rhium
La battaglia di Rhium (anche battaglia di Calcide) fu una battaglia navale ingaggiata nel 429 a.C. tra la flotta ateniese, guidata da Formione e la flotta spartana, corinzia e di alcune poleis della Lega peloponnesiaca, guidata da vari comandanti. La battaglia deflagrò quando la flotta peloponnesiaca, composta da 47 triremi, tentò di seguire la costa settentrionale del golfo di Patrasso per attaccare l'Acarnania in supporto ad un'offensiva che si stava attuando nella Grecia nord-occidentale; la flotta di Formione attaccò i peloponnesiaci mentre stavano facendo la traversata.
Durante lo scontro, le navi della Lega del Peloponneso, ostacolate dal fatto che molte di esse erano state trasformate in navi da trasporto, si disposero in cerchio. Formione, approfittando della superiorità ateniese nell'arte nautica, circondò i peloponnesiaci con le sue navi, spingendo le navi nemiche ad avvicinarsi l'un l'altra sempre di più, fino a quando esse cominciarono a scontrarsi tra loro. In seguito gli ateniesi attaccarono improvvisamente e catturarono 12 navi nemiche con la maggior parte dei loro equipaggi.

## Antefatti
L'estate del 429 a.C. fu caratterizzata da un'offensiva nel nord-ovest greco da parte Lega Peloponnesiaca. Gli spartani e i loro alleati speravano di sconfiggere gli alleati di Atene Cefalonia, Zacinto e la Lega Acarnana fuori dalla guerra, possibilmente conquistando la base ateniese di Naupatto. Il navarca spartano Cnemus fu posto al comando della campagna. Partì contro l'Acarnania con 1 000 opliti spartani, attraversando il Golfo di Corinto. Unendo le sue forze con 2 000 soldati inviatigli dalle poleis alleate, Cnemus mosse contro la città di Stratus, appartenente alla Lega Acarnana. Gli Acarnani chiesero aiuto a Formione, ma questi rifiutò di lasciare indifesa Naupatto.
La flotta peloponnesiaca, nel frattempo, era stata incaricata di traghettare le truppe verso la costa meridionale dell'Acarnania per evitare che i residenti di quella zona sostenessero i loro alleati nell'entroterra. Mentre i peloponnesiaci si spostavano verso ovest, lungo la costa meridionale del Golfo di Corinto, la flotta ateniese li seguì sulla riva settentrionale. Gli spartani e i loro alleati, forti delle loro 47 navi, anche se non sembravano particolarmente preoccupati della presenza delle 20 navi ateniesi, lasciarono gli ormeggi di notte per attraversare lo stretto tra Rhium e Capo Antirrhium. Questo stratagemma fallì, poiché gli Ateniesi notarono la mossa e diedero la caccia alla flotta spartana.

## Battaglia

La strategia attuata da Formione durante la battaglia. I peloponnesiaci (in nero) sono accerchiati dagli ateniesi (in rosso).

Anche se la flotta peloponnesiaca era numericamente superiore a quella ateniese, molte delle sue navi erano state trasformate in navi da trasporto. Perciò, quando la flotta ateniese si avvicinò a quella nemica, lo stato maggiore peloponnesiaco, di cui conosciamo soltanto i nomi dei comandanti corinzi (Macaone, Isocrate e Agatarchida), ordinò alle proprie 47 triremi di disporsi in cerchio, con la prua verso l'esterno, per difendersi. All'interno del cerchio erano raggruppate le navi più piccole e cinque triremi veloci, che erano pronte a tappare eventuali falle nel cerchio difensivo.
Formio scelse di attaccare la formazione nemica utilizzando una tattica rischiosa: formò intorno alle navi peloponnesiache un cerchio, che man mano si stringeva intorno alla flotta spartana. Questa tattica rese la flotta ateniese altamente vulnerabile ad un attacco rapido: se soltanto una delle navi nemiche avesse speronato la fiancata di una delle navi ateniesi, essa avrebbe aperto una falla nella formazione ateniese che poteva essere sfruttata dai peloponnesiaci per scappare. Ma i peloponnesiaci non attuarono nessuna manovra e questi furono costretti ad avvicinarsi l'un l'altro sempre di più.
Formio, a questo punto, aiutato dalla sua conoscenza del clima locale, approfittò di un vento che solitamente soffiava verso l'imboccatura del golfo all'alba. Prevedendo che questo vento avrebbe messo in seria difficoltà i peloponnesiaci inesperti e che non avrebbe interferito affatto con il lavoro dei propri equipaggi più esperti, aspettò il momento giusto per attaccare. Come previsto, quando il vento cominciò a soffiare, l'equipaggio peloponnesiaco fu preso dal panico: i timonieri gridavano e imprecavano, i remi si sporcavano, la confusione regnava nel cerchio difensivo. In questo momento gli ateniesi si lanciarono l'attacco finale. La rotta fu immediata e totale: mentre la Lega del Peloponneso si ritirava, dodici delle loro navi furono catturate da Formio con i relativi equipaggi.

## Conseguenze
Nel loro viaggio verso Corinto, la flotta del Peloponneso incontrò Cnemus, che si stava ritirando sconfitto dagli stratiani. Questa doppia sconfitta mise in seria difficoltà Cnemus in patria, e fu, in generale, un fallimento imbarazzante per gli spartani. Il loro primo tentativo di un'offensiva marittima era finito nel peggiore dei modi. In seguito gli spartani furono in grado di assemblare una flotta più grande, questa volta di 77 triremi, mentre Atene pur avendo vinto, fu costretta ad inviare alcune navi della flotta ateniese di Naupatto a Creta. Così, 20 navi della flotta di Formio furono costrette a combattere da sole e solo per poco tempo conservarono il predominio ateniese nel golfo, fino alla battaglia di Naupatto.